# Reinhard Braun
Wilhelm Max Johannes Reinhard Braun (* 5. Januar 1902 in Berlin; † 7. November 1981 in Bremerhaven) war ein deutscher Augenarzt und Hochschullehrer.

## Leben

### Familie
Reinhard Braun war der Sohn von Wilhelm Braun (1871–1945), chirurgischer Direktor am Städtischen Krankenhaus Berlin-Friedrichshain (siehe Vivantes Klinikum im Friedrichshain) und dessen Ehefrau Elisabeth (geb. Reinhard).
Er war seit dem 22. April 1933 mit Katarina (geb. Stege, * 11. Oktober 1904), verheiratet. Aus dieser Ehe stammten vier Kinder, während ein weiteres Kind, ein Zwillingskind, verstorben war.

### Werdegang
Nach dem Abitur am Königstädtischen Gymnasium in Berlin im Jahr 1920 begann Reinhard Braun sein Medizinstudium, welches er an der Universität Marburg, der Universität Göttingen und der Universität Berlin absolvierte. Seit 1920 gehörte er der Marburger Burschenschaft Arminia an. Am 2. November 1926 bestand er die ärztliche Staatsprüfung in Berlin, erhielt am 3. November 1927 er die Approbation als Arzt und am 15. November 1927 promovierte er an der Universität Berlin mit der Dissertation Beitrag zur Frage der Wirkung unspezifischer Reize auf die Kapillaren und das weiße Blutbild bei Tuberkulösen zum Dr. med.
Nach seiner Promotion arbeitete er von 1926 bis 1927 als Medizinalpraktikant im Waldsanatorium Davos in der Schweiz und im Städtischen Krankenhaus Berlin-Friedrichshain. Anschließend war er von 1927 bis 1928 als Assistenzarzt im Deutschen Kriegerkurhaus in Davos-Dorf tätig, gefolgt von einer Anstellung als Volontärarzt und später Hilfsarzt in der II. Inneren Abteilung des Krankenhauses Moabit in Berlin sowie am Städtischen Krankenhaus Berlin-Friedrichshain. Von 1929 bis 1930 war er Volontärarzt an der Universitäts-Augenklinik Berlin. 
Seine akademische Laufbahn setzte er von 1930 bis 1932 an der Universitäts-Augenklinik Würzburg als Volontärarzt und außerplanmäßiger Assistent fort. Danach folgte eine Position als außerplanmäßiger Assistent an der Augenklinik der Medizinischen Akademie Düsseldorf von 1932 bis 1933. Ab dem 1. April 1933 wurde er planmäßiger Assistenzarzt an der Universitäts-Augenklinik Berlin.
Am 12. Dezember 1933 habilitierte sich Reinhard Braun in Berlin für das Fach Augenheilkunde. Durch eine Verfügung des Ministeriums wurde er am 1. August 1935 in die Medizinische Fakultät der Universität Rostock übernommen; mit demselben Datum erhielt er die Position des Oberarztes an der Universitäts-Augenklinik Rostock. Im Frühjahr 1937 leistete er als freiwilliger Sanitätsfeldwebel seinen Wehrdienst bei der Flieger-Ersatz-Abteilung 16 in Schleswig und war seit dem 22. März 1938 Sanitätsfeldwebel der Reserve.
Während seiner Tätigkeit in der Universitäts-Augenklinik Berlin war er von 1935 bis 1945 wehrpflichtig und diente ab September 1939 als Stabsarzt im Luftwaffenlazarett in Wismar. Von Dezember 1939 bis mindestens 1944 war er außerplanmäßiger Professor für Augenheilkunde an der Universität Rostock. Neben seiner akademischen Tätigkeit leitete er ab September 1940 eine Luftwaffen-Schülerkompanie in Rostock.
Nach dem Zweiten Weltkrieg lebte er in Lübeck. Ab 1953 übernahm er die Stellung des Leitenden Arztes der Augenabteilung am Städtischen Krankenhauses Bremerhaven.
Reinhard Brauns Lehr- und Forschungsgebiete umfassten unter anderem die Tuberkulose, die Giftwirkung des Linseneiweißes, die anaphylaktischen Augenerkrankungen nach Staroperationen sowie Augenerkrankungen im Zusammenhang mit Diabetes und Rheumatismus. 
Er veröffentlichte mehrere wissenschaftliche Arbeiten und war Mitautor des Buches Vitamine und Hormone in ihren Beziehungen zur Augenheilkunde, welches 1938 in Basel und Leipzig erschien.

## Mitgliedschaften
Reinhard Braun trat am 1. Dezember 1933 der Hitlerjugend (HJ) bei, wo er zunächst als Bannarzt und später, nach seiner Übersiedlung nach Rostock, als HJ-Arzt im Jungstamm 1/90 tätig war. Am 15. Juni 1937 beantragte er die Aufnahme in die NSDAP und wurde rückwirkend zum 1. Mai desselben Jahres aufgenommen (Mitgliedsnummer 4.518.964).
Er engagierte sich auch in der NS-Volkswohlfahrt sowie der NS-Studentenkampfhilfe.

## Schriften (Auswahl)
- Beitrag zur Frage der Wirkung unspezifischer Reize auf die Kapillaren und das weiße Blutbild bei Tuberkulösen. Berlin, 1928.
- Weitere Untersuchungen über die primäre Giftigkeit der Linsensubstanz. München, 1934.
- Kurt Wachholder; Werner Kyrieleis; Reinhard Braun: Vitamine und Hormone in ihren Beziehungen zur Augenheilkunde. Basel, Leipzig 1938.